# دیه‌گو لوپز
دیه‌گو لوپز رودریگز (به اسپانیایی: Diego López Rodríguez) (زادهٔ ۳ نوامبر ۱۹۸۱ در پارادلا) یک بازیکن فوتبال اسپانیایی است که در پست دروازه‌بان بازی می کرد.وی ۲۸ دسامبر ۲۰۲۳ ازفوتبال خداحافظی کرد.
وی ۱ بازی ملی برای تیم ملی فوتبال اسپانیا و ۳ بازی ملی نیز برای گالیسیا دارد.

## شروع حرفه

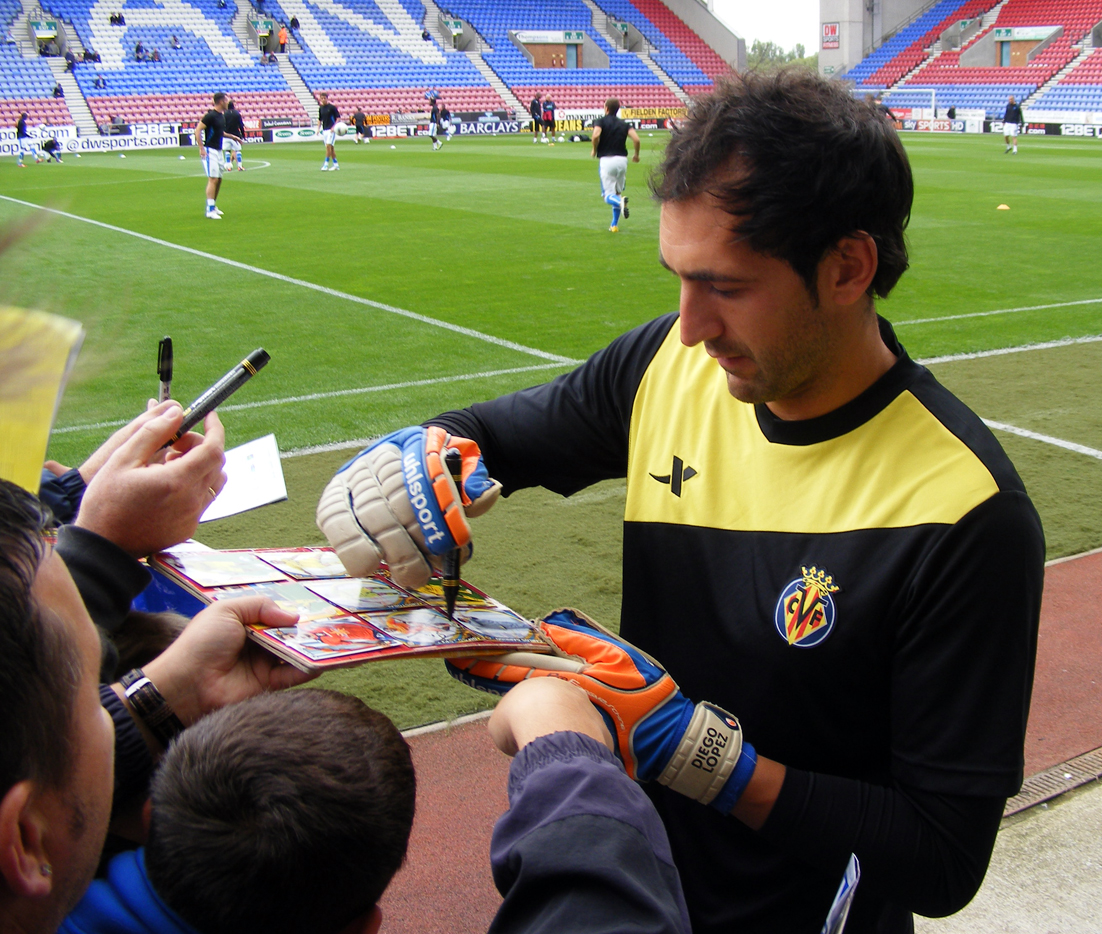
دیه‌گو لوپز رودریگز

دیگو لوپز رودریگز در 3 نوامبر 1981 در پرالدا گالسیا در اسپانیا متولد شد.
او فوتبال خود را از همان لوگو گالسیا آغاز کرد و در حالی که حدود 19 سال داشت وارد رئال مادرید شد و شروع حرفه ای خود را از تیم دوم رئال آغاز کرد.
لوپز به عنوان ذخیره ایکر کاسیاس به شمار میرفت و در 2 فصل لالیگا 2005-2006 مقابل اوساسونا-سانتاندر- در لیگ قهرمانان مقابل المپیاکوس درون دروازه بود.
او در اواخر ژوئن 2007 با مبلغ 6 میلیون یورو به ویارئال پیوست و در ابتدا اتخاب دوم مربی وقت ویارئال قرار داشت تا پس از بازیهای درخشان او به انتخاب اول این تیم بدل شود
او در فصل 2008-2009 همراه ویارئال به مقام پنجمی لیگ رسید و در فصل بعد به مقامی بهتر از هفتمی دست نیافت
اولین بازی ملی او نیز در سال 2009 در دیدار دوستانه مقابل مقدونیه صورت گرفت که با نتیجه 3-2 به سود اسپانیا تمام شد
با این حال او در بازی های ملی همواره پشت سر کاسیاس و رینا قرار داشت.
در 22 می 2012 قراردای 5 ساله به ارزش 3.5 میلیون یورو با سویا امضا کرد اما در ژانویه 2013 با شکستن دست ایکر کاسیاس توسط رئال مادرید خریداری شد تا بار دیگر به رئال بپیوندد.

## دورهٔ بازگشت به رئال مادرید
او که پس از مدتی نیمکت نشینی در مادرید به ویارئال و بعد از آن به سویا رفته بود، در پی مصدومیت ایکر کاسیاس و با دعوت مورینیو به رئال مادرید بازگشت و نمایش‌های خوبی از خود به جای گذاشت و به این ترتیب مورینیو با آسودگی او را به کاسیاس ترجیح داد. پس از پایان فصل 2013-2012 و رفتن مورینیو و با حضور کارلو آنچلوتی به عنوان سرمربی رئال مادرید، کاسیاس به بازی‌های جام حذفی و لیگ قهرمانان اروپا بازگشت و او تنها در لالیگا در دروازه‌ی تیم رئال مادرید ایستاد که نتیجهٔ حضور او در لالیگا مقامی بهتر از سومی نبود، درحالی که رئال در دو تورنمت دیگر که کاسیاس در آن‌ها حضور داشت قهرمان شده بود. با پایان فصل و حضور کیلور ناواس در جمع دروازه‌بان‌های رئال و شنیدن زمزمه‌هایی مبنی بر این که کاسیاس در فصل آینده دوباره دروازه‌بان شماره یک رئال مادرید خواهد بود، او مادرید را ترک کرد و به تیم میلان ایتالیا پیوست.